# Korfustrædet
Korfustrædet eller Korfukanalen er det smalle stræde langs Albaniens og Grækenlands kyster der ligger mod øst, og adskiller disse to lande fra den græske ø Korfu mod vest. Strædet er en passage fra Adriaterhavet mod nord til Det Ioniske Hav , der bruges af skibsfart lokalt til Albanien og Grækenland til havnene i Saranda, Albanien og Igoumenitsa, Grækenland og af lokal og turisttrafik i Albanien og fra det græske fastland til Korfu ud over en vis international trafik fra Adriaterhavet.

## Episoderne i Korfustrædet
Episoden i Korfustrædet (en) refererer til tre separate hændelser der fandt sted i 1946, der involverede skibe fra Royal Navy i Korfu-strædet, og betragtes som tidlige hændelser i den kolde krig. Under den første hændelse blev Royal Navy skibe beskudt fra albanske befæstninger. Den anden hændelse involverede Royal Navy-skibe, der ramte miner, og den tredje hændelse opstod, da Royal Navy gennemførte minerydningsoperationer i Korfu-kanalen, men i albanske territorialfarvande og Albanien klagede over dem til FN. Denne række hændelser førte til Korfukanal-sagen (en), hvor Det Forenede Kongerige anlagde en sag mod Folkerepublikken Albanien for Den Internationale Domstol. På grund af hændelserne afbrød Storbritannien i 1946 de samtaler med Albanien der skulle have ført til etablering af diplomatiske forbindelser mellem de to lande. De diplomatiske forbindelser blev først genoprettet i 1991.